# Слива, Йоахим
Йоахим Слива (пол. Joachim Śliwa; род. 1940) — польский историк и археолог, профессор и хабилитированный доктор Ягеллонского университета. Занимается изучением искусства и археологических памятников Египта и Ближнего Востока. С 1998 г. руководит сектором археологии Египта и Ближнего Востока Ягеллонского университета.
Председатель Научного совета сектора средиземноморской археологии Польской академии наук в Варшаве. В 1975 г. защитил диссертацию на степень хабилитированного доктора. С 1995 г. профессор.
Участвовал в раскопках в Дейр эль-Бахри, Пальмире, Ат-Тарифе и Каср-эль-Саге.

## Публикации
- Egyptian Scarabs and Magical Gems from the Collection of Constantine Schmidt-Ciążyński, Warszawa-Kraków 1989
- Skarabeusze egipskie, Kraków 1995 (II wyd. Wrocław 2003)
- Sztuka i archeologia starożytnego Wschodu, Warszawa-Kraków 1997
- Egyptian Scarabs and Seal Amulets from the Collection of Sigmund Freud, Warszawa-Kraków 1999
- Egipt, Grecja, Italia… Zabytki starożytne z kolekcji Instytutu Archeologii UJ (red.), Kraków 2007
- Badacze, kolekcjonerzy, podróżnicy. Studia z dziejów zainteresowań starożytniczych, Kraków 2012